# 北前川町
北前川町（きたまえがわちょう）は、徳島県徳島市の町名。現行行政地名は北前川町一丁目から北前川町五丁目。2009年12月現在の人口は800人、世帯数は369世帯。郵便番号は〒770-0806。

## 地理
徳島市の北東部に位置し、渭北地区に属する。東から西へ一丁目から三丁目と細長く分布し、吉野本町二丁目から三丁目を挟んで四丁目から五丁目と続く。住宅地域で、道路沿いには商店が軒を連ねている。一丁目から五丁目にかけての一帯は、渭北の文教地区の観がある。

### 河川
- 新町川

## 歴史
元は前川町・下助任町の一部で、昭和17年に現在の町名となる。助任小学校から旧紡績工場正門まで、東西に走る一筋の町が江戸期の本丁である。この本丁の西は梢丁に続いている。旧前川町一帯は、第二次世界大戦後に実施された都市計画が適用されなかったので、古い町筋のまま家屋が再建され、戦前の姿を保っている所が多い。

## 交通

### バス
徳島バス・徳島市営バス
- 前川経由

### 道路
- 徳島県道30号徳島鴨島線

## 施設
- 徳島市渭北コミュニティセンター
- 香蘭高等学校（学校法人徳島佐香学園）
- 徳島市助任幼稚園
- 吉野公園 - 新町川沿いに位置する。

### かつて存在した施設
- 生光学園幼稚園前川園